# 南茜墨禮根
《南茜墨禮根》（"Nancy Mulligan"）是由英国歌手紅髮艾德演唱的一首愛爾蘭傳統风格歌曲，初发行于2017年3月3日，收录于其专辑《÷》的豪华版中。專輯發行後，歌曲登上英國單曲榜第13位。

## 背景
《南茜墨禮根》是專輯中最私人的歌曲之一，講述了他的祖父母威廉·希蘭（William Sheeran）和南茜·墨禮根（本名安妮·穆里根， Anne Mulligan）於第二次世界大戰期間相識、墜入愛河，並在韦克斯福德邊境結婚的故事。艾德說：「他們訂婚了，沒有人出席他們的婚禮。他在做牙科手術時偷了所有金牙，並將它們熔成結婚戒指，穿著借來的衣服結婚，基本上就是個罗密欧与朱丽叶的羅曼史，就像最浪漫的事情。所以我想我會寫一首關於它的歌，然後把它做成一首吉格。
在接受《爱尔兰时报》採訪中談到這首歌的愛爾蘭根源時，艾德說：「我認為在流行音樂中使用愛爾蘭民謠的人並不多……但願這些歌曲成功，更多人會喜歡它。」 

## 榜單成績
| 榜單（2017年）                           | 峰值 |
| ---------------------------------------- | ---- |
| 澳大利亚（澳大利亚唱片业协会單曲榜）     | 37   |
| 奥地利（Ö3四十强单曲榜）                 | 42   |
| 加拿大（Canadian Hot 100）               | 51   |
| 捷克（百強數位單曲榜）                   | 27   |
| 丹麥（Tracklisten）                      | 37   |
| 法國（法國唱片出版業公會）               | 127  |
| 德国（德國官方單曲榜）                   | 43   |
| 匈牙利（四十強串流榜）                   | 28   |
| 愛爾蘭（愛爾蘭唱片音樂協會单曲榜）       | 3    |
| 義大利（義大利音樂產業聯盟）             | 59   |
| 荷兰（百强单曲榜）                       | 26   |
| 新西兰（新西兰唱片音乐协会单曲榜）       | 27   |
| 蘇格蘭（官方榜单公司單曲榜）             | 21   |
| 斯洛伐克（百強數位單曲榜）               | 28   |
| 瑞典（瑞典最熱榜）                       | 50   |
| 英國（官方榜单公司單曲榜）               | 13   |
| 美国（《告示牌》Bubbling Under Hot 100） | 1    |

| 地區                           | 认证 | 认证单位/销量 |
| ------------------------------ | ---- | ------------- |
| 加拿大（加拿大音乐协会）       | 白金 | 80,000‡       |
| 丹麦（國際唱片業協會丹麥分會） | 金   | 45,000‡       |
| 意大利（意大利音乐产业联盟）   | 金   | 25,000‡       |
| 波兰（波蘭音像製造商協會）     | 金   | 25,000‡       |
| 英国（英国唱片业协会）         | 白金 | 600,000‡      |
| 美国（美國唱片業協會）         | 金   | 500,000‡      |
| ‡僅含認證的+實際銷量           |      |               |